# Gouvernement grec en exil
1941–1944
Entités précédentes :
- Royaume de Grèce

Entités suivantes :
- Royaume de Grèce

Le gouvernement grec en exil, parfois surnommé gouvernement du Caire (en grec moderne : Κυβέρνηση του Καΐρου), est le gouvernement grec mis en place par le roi Georges II après l'invasion et l'occupation du pays par les forces de l'Axe. Bien que non représenté en Grèce, où Allemands, Italiens et Bulgares mettent en place un gouvernement fantoche après avril 1941, ce gouvernement en exil, représentant la monarchie grecque, est le seul à être reconnu par la communauté internationale durant toute la durée de la Seconde Guerre mondiale (contrairement au gouvernement Tsolákoglou, gouvernement de collaboration mis en place en 1941 en Grèce occupée sous l'égide du général Tsolákoglou).
Avec la défaite de l'armée grecque face aux troupes nazies, le roi Georges II et son cabinet quittent Athènes pour la Crète et Le Caire, en Égypte. Cependant, l'hostilité du gouvernement de Farouk Ier oblige rapidement le pouvoir hellène à s'installer à Londres jusqu'en 1943. Après cette date, le gouvernement grec revient en Égypte, où sont restées stationnées une bonne partie des forces grecques libres.
Le gouvernement grec en exil retrouve la mère patrie le 17 octobre 1944, date à laquelle les Allemands et leurs alliés évacuent le territoire national. Cependant, dès avant la Libération du pays, la légitimité du gouvernement en exil est contestée par la résistance grecque de l'intérieur, dont les forces établissent même un gouvernement parallèle à tendance républicaine (le Comité politique de libération nationale ou PEEA) le 10 mars 1944. Pour beaucoup de Grecs, le gouvernement en exil apparaît en effet comme le successeur de la dictature mise en place par Metaxás en 1936 tandis que ses liens très étroits avec le pouvoir britannique lui donnent l'image d'un nouveau pouvoir fantoche dominé par l'étranger.

## Gouvernement

### Monarque
| Portrait | Nom                    | Règne           | Règne          |
| Portrait | Nom                    | Début           | Fin            |
| -------- | ---------------------- | --------------- | -------------- |
|          | Georges II (1890-1947) | 3 novembre 1935 | 1er avril 1947 |

### Premiers ministres
| Portrait | Portrait | Nom                             | Mandat        | Mandat          | Parti                      | Cabinet    |
| Portrait | Portrait | Nom                             | Début         | Fin             | Parti                      | Cabinet    |
| -------- | -------- | ------------------------------- | ------------- | --------------- | -------------------------- | ---------- |
| 1        |          | Emmanouíl Tsouderós (1882-1956) | 29 avril 1941 | 13 avril 1944   | Indépendant                | Tsouderós  |
| 2        |          | Sophoklís Venizélos (1894-1964) | 13 avril 1944 | 26 avril 1944   | Parti libéral              | Venizélos  |
| 3        |          | Geórgios Papandréou (1888-1968) | 26 avril 1944 | 18 octobre 1944 | Parti socialiste démocrate | Papandréou |